# Markus Einan
Markus Einan (4 de febrero de 1997) es un deportista de Noruega que compite en atletismo. Ganó una medalla de plata en el Campeonato Europeo de Atletismo por Equipos de 2021, en la prueba de 800 m.